# Euphorbe de Carniole
Euphorbia carniolica
Espèce
Classification phylogénétique
L'euphorbe de Coriole (Euphorbia carniolica) est une espèce de plantes du genre Euphorbia et de la famille des Euphorbiaceae.